# 胡贝图斯·拉迈
胡贝图斯·拉迈（Hubertus Lamey ，1896年10月30日－1981年4月7日）是一位第二次世界大战期间的纳粹德国德意志國防軍将领，曾任第21步兵師、第28獵兵師師長並获颁騎士鐵十字勳章。